# ロマンス (1930年の映画)
『ロマンス』（原題：Romance）は、1930年に製作・公開されたアメリカ合衆国の映画である。

## 概要
1920年にも映画化された（邦題・『愛欲の焔』）エドワード・シェルダンの戯曲の映画化であり、クラレンス・ブラウンが監督、グレタ・ガルボが主演した。原作戯曲は1966年に宝塚歌劇団で『あゝそは彼の人か』（白井鐵造演出）として舞台化されている。

## キャスト
- リタ・カヴァリーニ：グレタ・ガルボ
- コーネリアス・ヴァン・テュイル：ルイス・ストーン
- トム・アームストロング：ギャヴィン・ゴードン

## スタッフ
- 監督/製作：クラレンス・ブラウン
- 脚色：エドウィン・ジャスタス・メイヤー、ベス・メレディス
- 音楽：ウィリアム・アクスト（ノンクレジット）
- 撮影：ウィリアム・H・ダニエルズ
- 編集：ヒュー・ウィン
- 美術：セドリック・ギボンズ
- 衣裳：エイドリアン
- 録音：ダグラス・シアラー

## アカデミー賞ノミネーション
- 監督賞：クラレンス・ブラウン
- 主演女優賞：グレタ・ガルボ